# Lista de senadores do Brasil da 37.ª legislatura
Esta é a lista de senadores do Brasil da 37.ª legislatura do Congresso Nacional. Inclui-se o nome civil dos parlamentares, o partido ao qual eram filiados na data da posse, sua unidade federativa de origem, bem como outras informações. Esta legislatura do Senado Federal durou de 1 de fevereiro de 1934 a 31 de janeiro de 1937.

## Senadores em exercício ao fim da legislatura
| Imagem              | Nome                                | Início de mandato       | Fim de mandato         | Observações                                                                            |
| Alagoas             | Alagoas                             | Alagoas                 | Alagoas                | Alagoas                                                                                |
| ------------------- | ----------------------------------- | ----------------------- | ---------------------- | -------------------------------------------------------------------------------------- |
|                     | Manuel César de Góis Monteiro       | 29 de Abril de 1935     | 10 de Novembro de 1937 | [ 1 ]                                                                                  |
|                     | Costa Rego                          | 29 de Abril de 1935     | 10 de Novembro de 1937 | Segunda passagem pelo senado. Governador de Alagoas (1924-1928)                        |
|                     | José Fernandes de Barros Lima       | 1° de Fevereiro de 1924 | 10 de Novembro de 1937 | [ 3 ]                                                                                  |
| Amazonas            |                                     |                         |                        |                                                                                        |
|                     | Alfredo Augusto da Mata             | 1° de Fevereiro de 1934 | 10 de Novembro de 1937 | Constituinte em 1934                                                                   |
|                     | Leopoldo Tavares da Cunha Melo      | 1° de Fevereiro de 1934 | 10 de Novembro de 1937 | Constituinte em 1934                                                                   |
|                     |                                     |                         |                        |                                                                                        |
| Bahia               |                                     |                         |                        |                                                                                        |
|                     | Antônio Garcia de Medeiros Neto     | 29 de Abril de 1935     | 10 de Novembro de 1937 | Constituinte em 1934                                                                   |
|                     | João Pacheco de Oliveira (político) | 1° de Maio de 1935      | 10 de Novembro de 1937 | [ 7 ]                                                                                  |
|                     |                                     |                         |                        |                                                                                        |
| Ceará               |                                     |                         |                        |                                                                                        |
|                     | Edgar Arruda                        | 29 de Abril de 1935     | 10 de Novembro de 1937 | [ 8 ]                                                                                  |
|                     | Waldemar Falcão                     | 29 de Abril de 1935     | 10 de Novembro de 1937 | Ministro do Trabalho, Indústria e Comércio do Brasil (1937-1941)                       |
|                     |                                     |                         |                        |                                                                                        |
| Espírito Santo      |                                     |                         |                        |                                                                                        |
|                     | Genaro Sales Pinheiro               | 29 de Abril de 1935     | 10 de Novembro de 1937 | [ 10 ]                                                                                 |
|                     | Jerônimo Monteiro Filho             | 1° de Maio de 1935      | 10 de Novembro de 1937 | [ 11 ]                                                                                 |
|                     |                                     |                         |                        |                                                                                        |
| Distrito Federal    |                                     |                         |                        |                                                                                        |
|                     | Júlio Cesário de Melo               | 3 de Maio de 1935       | 10 de Novembro de 1937 | [ 12 ]                                                                                 |
|                     | João Jones Gonçalves da Rocha       | 1° de Fevereiro de 1934 | 10 de Novembro de 1937 | Constituinte em 1934                                                                   |
|                     | Gilberto Amado                      | 3 de Maio de 1935       | 10 de Novembro de 1937 | Foi senador pelo Sergipe (1927-1930)                                                   |
| Goiás               |                                     |                         |                        |                                                                                        |
|                     | Mário de Alencastro Caiado          | 3 de Maio de 1935       | 10 de Novembro de 1937 | Constituinte em 1934                                                                   |
|                     | Nero de Macedo Carvalho             | 3 de Maio de 1935       | 10 de Novembro de 1937 | [ 16 ]                                                                                 |
| Maranhão            |                                     |                         |                        |                                                                                        |
|                     | Clodomir Cardoso                    | 3 de Maio de 1935       | 10 de Novembro de 1937 | Constituinte em 1934. Prefeito de São Luís (1916-1919). Governador do Maranhão (1945). |
|                     | Genésio Euvaldo de Morais Rego      | 3 de Maio de 1935       | 10 de Novembro de 1937 | [ 18 ]                                                                                 |
|                     |                                     |                         |                        |                                                                                        |
| Mato Grosso         |                                     |                         |                        |                                                                                        |
|                     | João Vilas Boas                     | 3 de Maio de 1935       | 10 de Novembro de 1937 | Constituinte em 1934                                                                   |
|                     | Vespasiano Barbosa Martins          | 3 de Maio de 1935       | 10 de Novembro de 1937 | Prefeito de Campo Grande (1918-1919), (1931-1932), (1934-1935) e (1941-1942).          |
|                     |                                     |                         |                        |                                                                                        |
| Minas Gerais        |                                     |                         |                        |                                                                                        |
|                     | José Monteiro Ribeiro Junqueira     | 3 de Maio de 1935       | 10 de Novembro de 1937 | [ 21 ]                                                                                 |
|                     | Valdomiro de Barros Magalhães       | 2 de Março de 1936      | 10 de Novembro de 1937 | Presidente do Senado (1936-1937)                                                       |
|                     |                                     |                         |                        |                                                                                        |
| Pará                |                                     |                         |                        |                                                                                        |
|                     | Abel Chermont                       | 3 de Maio de 1935       | 10 de Novembro de 1937 | [ 23 ]                                                                                 |
|                     | Abelardo Leão Conduru               | 3 de Maio de 1935       | 10 de Novembro de 1937 | Prefeito de Belém (1932-1933) e (1937-1943)                                            |
|                     |                                     |                         |                        |                                                                                        |
| Paraíba             |                                     |                         |                        |                                                                                        |
|                     | Francisco Duarte Lima               | 28 de Abril de 1936     | 10 de Novembro de 1937 | [ 25 ]                                                                                 |
|                     | José Américo de Almeida             | 3 de Maio de 1935       | 10 de Novembro de 1937 | Governador da Paraíba (1930) e (1951-1956).                                            |
|                     | Manuel Veloso Borges                | 3 de Maio de 1935       | 10 de Novembro de 1937 | [ 27 ]                                                                                 |
| Paraná              |                                     |                         |                        |                                                                                        |
|                     | Antônio Jorge Machado Lima          | 3 de Maio de 1935       | 10 de Novembro de 1937 | [ 28 ]                                                                                 |
|                     | Flávio Carvalho Guimarães           | 3 de Maio de 1935       | 10 de Novembro de 1937 | [ 29 ]                                                                                 |
|                     |                                     |                         |                        |                                                                                        |
| Pernambuco          |                                     |                         |                        |                                                                                        |
|                     | José de Sá Bezerra Cavalcanti       | 1° de Fevereiro de 1934 | 31 de Janeiro de 1937  | [ 30 ]                                                                                 |
|                     | Tomaz de Oliveira Lobo              | 1° de Fevereiro de 1934 | 31 de Janeiro de 1937  | [ 31 ]                                                                                 |
|                     |                                     |                         |                        |                                                                                        |
| Piauí               |                                     |                         |                        |                                                                                        |
|                     | Pires Rebelo                        | 1° de Fevereiro de 1934 | 31 de Janeiro de 1937  | [ 32 ]                                                                                 |
|                     | Luís Mendes Ribeiro Gonçalves       | 4 de abril de 1947      | 18 de novembro de 1949 | Nomeado secretário da Fazenda do Estado do Piauí                                       |
|                     |                                     |                         |                        |                                                                                        |
| Rio de Janeiro      |                                     |                         |                        |                                                                                        |
|                     | Alfredo Backer                      | 1° de Fevereiro de 1934 | 31 de Janeiro de 1937  | [ 34 ]                                                                                 |
|                     | José Eduardo de Macedo Soares       | 1° de Fevereiro de 1934 | 31 de Janeiro de 1937  | [ 35 ]                                                                                 |
|                     |                                     |                         |                        |                                                                                        |
| Rio Grande do Norte |                                     |                         |                        |                                                                                        |
|                     |                                     |                         |                        |                                                                                        |
|                     |                                     |                         |                        |                                                                                        |
|                     |                                     |                         |                        |                                                                                        |
| Rio Grande do Sul   |                                     |                         |                        |                                                                                        |
|                     |                                     |                         |                        |                                                                                        |
|                     |                                     |                         |                        |                                                                                        |
|                     |                                     |                         |                        |                                                                                        |
| Santa Catarina      |                                     |                         |                        |                                                                                        |
|                     | Artur Ferreira da Costa             | 1° de Fevereiro de 1934 | 31 de Janeiro de 1937  | [ 36 ]                                                                                 |
|                     |                                     |                         |                        |                                                                                        |
|                     |                                     |                         |                        |                                                                                        |
| São Paulo           |                                     |                         |                        |                                                                                        |
|                     | José de Alcântara Machado           | 1° de Fevereiro de 1934 | 31 de Janeiro de 1937  | [ 37 ]                                                                                 |
|                     | Paulo de Morais Barros              | 1° de Fevereiro de 1934 | 31 de Janeiro de 1937  | [ 38 ]                                                                                 |
|                     |                                     |                         |                        |                                                                                        |
| Sergipe             |                                     |                         |                        |                                                                                        |
|                     | Augusto César Leite                 | 1° de Fevereiro de 1934 | 31 de Janeiro de 1937  | [ 39 ]                                                                                 |
|                     | Leandro Maciel                      | 1° de Fevereiro de 1934 | 31 de Janeiro de 1937  | [ 40 ]                                                                                 |
|                     |                                     |                         |                        |                                                                                        |